# چارلی دی‌آملیو
چارلی گریس دی‌آملیو (انگلیسی: Charli Grace D'Amelio؛ زادهٔ ۱ مه ۲۰۰۴) شخصیت رسانهٔ اجتماعی آمریکایی است. او بیش از ۱۰ سال رقصندهٔ مسابقه‌ای بود و سپس فعالیت در رسانهٔ اجتماعی را در سال ۲۰۱۹ آغاز و در پلتفرم اشتراک‌گذاری ویدئو تیک‌تاک ویدئوهای رقص ارسال کرد. او به سرعت دنبال‌کنندگان زیادی به‌دست‌آورد و سپس در مارس ۲۰۲۰ صاحب بیشترین دنبال‌کننده در تیک‌تاک شد تا اینکه در ژوئن ۲۰۲۲ خابی لیم از او پیشی گرفت.
نخستین فیلم بلند دی‌آملیو، با صداپیشگی در پویانمایی استارداگ و توربوکت در سال ۲۰۲۰ بود. او در سال ۲۰۲۲، در کنار مارک بالاس برندهٔ فصل سی و یکم سریال مسابقه رقصندگی رقص با ستارگان شد.
فعالیت‌های دیگر دی‌آملیو شامل دو کتاب، یک پادکست، مجموعهٔ لاک ناخن، تشک، خط آرایش، خط تولید لباس و شرکتی چندمحصولی است. او نخستین شخصی بود که از ۵۰ میلیون و ۱۰۰ میلیون دنبال کننده در تیک‌تاک فراتر رفت. طبق گزارش فوربز، دی‌آملیو پردرآمدترین شخصیت زن تیک‌تاک در سال ۲۰۱۹ و پردرآمدترین شخصیت در این برنامه در سال ۲۰۲۲ بود، و اغلب بزرگ‌ترین ستارهٔ تیک‌تاک توصیف می‌شود.

## حرفه
فعالیت دی آملیو در تابستان سال ۲۰۱۹ با فیلم‌های رقص بارگذاری شده در TikTok آغاز شد. وی از آن زمان تاکنون بیش از ۱۲۰ میلیون دنبال کننده تیک تاک، ۴۶ میلیون دنبال کننده اینستاگرام، ۹ میلیون مشترک یوتیوبو دارای بیش از ۵ میلیون دنبال کننده توییتر کسب کرده‌است.
در ژانویه سال ۲۰۲۰، دی آملیو با آژانس استعدادیابی UTA قرارداد امضا کرد. او سپس به همراه سایر افراد مشهور، در یک تجارت سوپر بول برای سبرا هوموس جایگاه خود را پیدا کرد. از وی دعوت شد تا در Super Bowl LIV شرکت کند و با جنیفر لوپز دیدار کند تا چالش پربازدید TikTok "J Lo Super Bowl Challenge" را ایجاد کند.
او بخشی از گروه مشترک وب TikTok "هایپ هاوس " به همراه ۱۸ نفر دیگر از جمله چیس هادسون، آوانی گرگ، [ادیسون ری] و خواهرش [دیکسی دی آملیو] است.
از وی دعوت شده‌است تا در بازی NBA All-Star، با اعضای دیگر Hype House، ادیسن ری، خواهرش دیکسی و خالق رقص "Renegade" Jalaiah Harmon، اجرا کند.
دی آملیو در اکران فیلم انیمیشن کودکان و نوجوانان استارداگ و توربوکت در سال ۲۰۱۹ در ایالات متحده در نقش تینکر بازی کرد و اولین نقش خود را در یک فیلم سینمایی برجسته کرد.

## زندگی شخصی
خانواده نزدیک وی شامل پدر سیاستمدارش، مارک دی آملیو مادرش مدلی مشهور، هایدی دی آملیو؛ و خواهرش، دیکسی دی آملیو است. او ستاره و ملکه تیک تاک است و درحال حاضر ۱۲۰میلیون فالوور در تیک تاک۴۶ میلیون در اینستاگرام دارد.
دی آملیو مورد آزار و اذیت جسمی قرار گرفته‌است. او به همراه خواهرش با یونیسف همکاری کردند و در مورد خطرات شهرت در این پلتفرم صحبت کردند. همچنین او با لیل هودی تیک تاکر و خواننده مشهور رابطه عاطفی داشت اما از او جدا شد و رابطه‌اش را با او به پایان داد.